# Hermann John Weigand
Hermann John Weigand (* 17. November 1892 in Philadelphia; † 3. September 1985 in Branford) war ein US-amerikanischer Literaturwissenschaftler.

## Leben
Er erhielt seinen Bachelor-Abschluss und promovierte in Germanistik an der University of Michigan. Er lehrte als Sterling-Professor für germanische Literatur an der Yale University.

## Schriften (Auswahl)
- Three chapters on Courtly Love in Arthurian France and Germany. Lancelot-Andreas Capellanus-Wolfram von Eschenbach's Parzival. New York 1956, OCLC 1042751.
- Fährten und Funde. Aufsätze zur deutschen Literatur. Bern 1967, OCLC 843552822.
- Wolfram's Parzival 5 essays with an introduction. Ithaca 1969, OCLC 72382196.
- Critical probings. Essays in European literature. From Wolfram von Eschenbach to Thomas Mann. Bern 1982, ISBN 3-261-04921-9.